# یواس‌اس مالابار (ای‌اف-۳۷)
یواس‌اس مالابار (ای‌اف-۳۷) (به انگلیسی: USS Malabar (AF-37)) یک کشتی بود که طول آن ۳۳۸ فوت (۱۰۳ متر) بود. این کشتی در سال ۱۹۴۴ ساخته شد.